# لورين فلانيجان
لورين فلانيجان (بالإنجليزية: Lauren Flanigan)‏ هي مغنية أوبرا ومغنية أمريكية، ولدت في 18 مايو 1959 في سان فرانسيسكو في الولايات المتحدة.

## وصلات خارجية
- لورين فلانيجان على موقع IMDb (الإنجليزية)
- لورين فلانيجان على موقع ميوزك برينز (الإنجليزية)
- لورين فلانيجان على موقع أول ميوزيك (الإنجليزية)
- لورين فلانيجان على موقع ديسكوغز (الإنجليزية)